# Like a Stone
„Like a Stone” – singel amerykańskiej grupy rockowej Audioslave z albumu o tej samej nazwie. Piosenka oparta jest na prostym riffie gitarowym i solówkach Toma Morello.

## Lista utworów
1. „Like a Stone” - 4:57
2. „Like a Stone” (Live BBC Radio 1 Session) – 4:58
3. „Gasoline” (Live BBC Radio 1 Session) – 4:45
4. „Set It Off” (Live from Letterman) – 4:01
5. „Super Stupid” (Live BBC Radio 1 Session)
6. „Like a Stone” (teledysk)